# Giovanni Maria Butteri

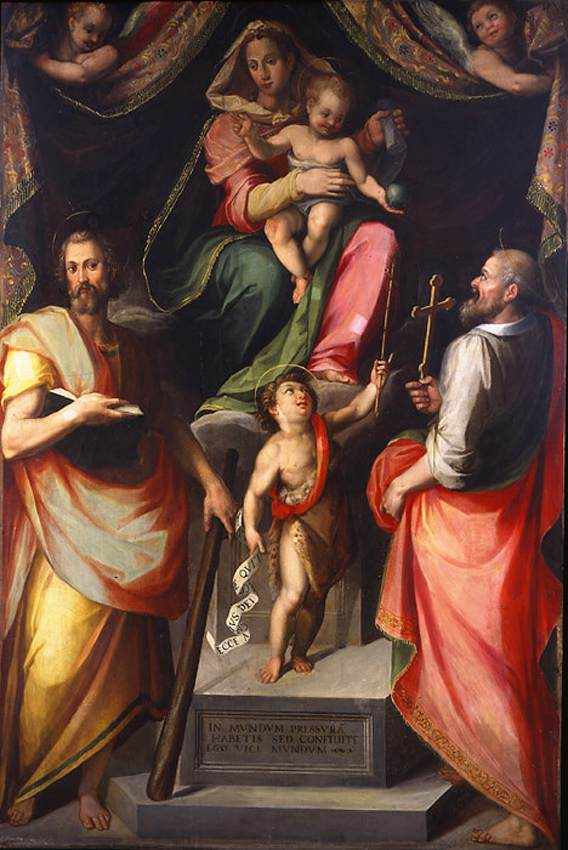
Virgen entronizada con el Niño y los santos Judas, Simón Zelote y San Juanito

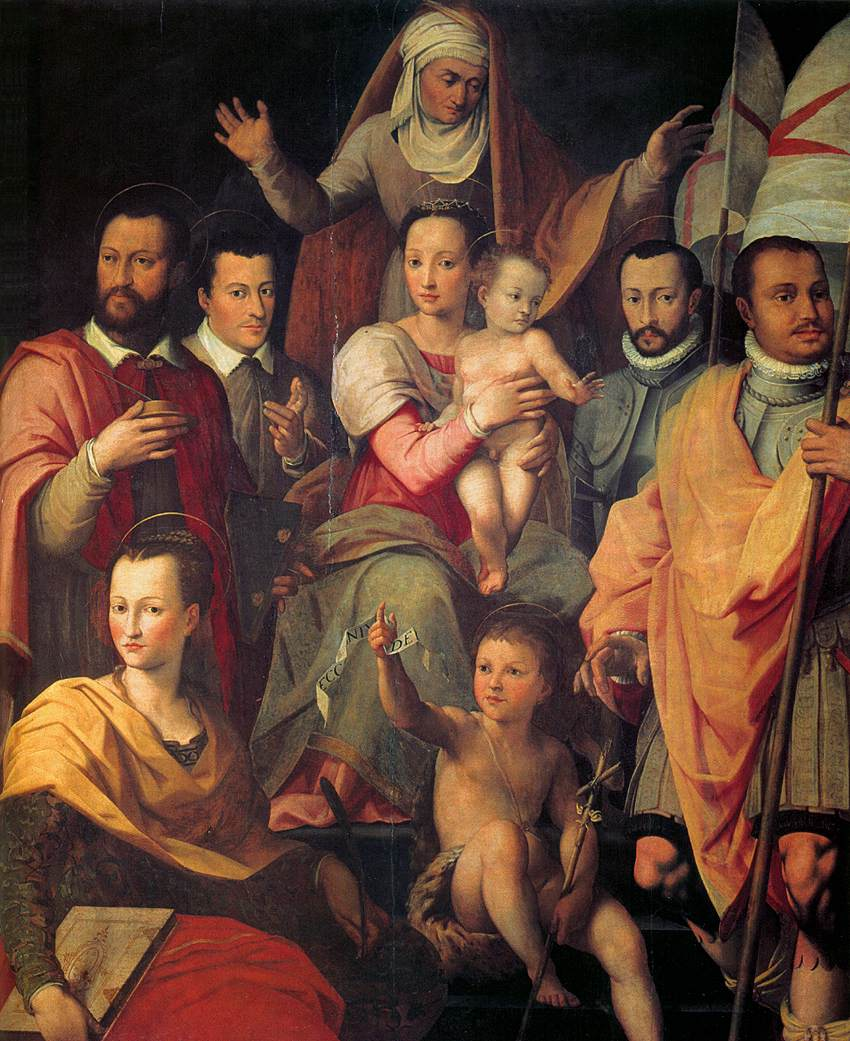
Virgen con el Niño, Santa Ana y miembros de la familia Médici como santos

Giovanni María Butteri (Florencia, c. 1540-Florencia, 4 de octubre de 1606), pintor italiano del Renacimiento tardío, uno de los más típicos representantes del movimiento manierista florentino.

## Biografía
Comenzó su formación junto a su hermano Cresci Butteri en el taller de Agnolo Bronzino. En 1564 entró a formar parte de la recién creada Accademia del Disegno florentina, de la que se convirtió en uno de los más activos miembros. Su trabajo se desarrolló principalmente en Florencia, donde realizó todo tipo de encargos para los Médici, incluyendo decoraciones para festejos y grandes acontecimientos de la corte granducal, como fueron los funerales de Miguel Ángel o la boda del hijo mayor de Cosme I, el príncipe Francisco de Médici con Juana de Austria.
Bajo la dirección de Vasari, fue uno de los artistas implicados en la decoración del Studiolo de Francisco I en el Palazzo Vecchio de Florencia, uno de los más importantes proyectos artísticos de la época. Bajo la supervisión de Alessandro Allori trabajó en la villa medicea de Poggio a Caiano, en el corredor Vasariano de los Uffizi y en los festejos por la boda del gran duque Fernando I con Cristina de Lorena. También diseñó cartones para tapices de la Arazzeria Medicea. De nuevo junto a Allori decoró el Palazzo Salviati.
A partir de 1576 Butteri comanda un taller propio, que se especializó en tablas de altar y en la producción de gran cantidad de retratos cortesanos.
El estilo de Butteri se desarrolla dentro de los más estrictos cánones manieristas, con un tratamiento de la luz difuso, colores metálicos y figuras estilizadas poblando temas derivados de Bronzino.

## Obras destacadas
- Miguel Ángel como poeta con Apolo y las Musas (1564, perdida)
- Poetas y Escritores (1565, perdidas)
- Eneas desembarca en Italia (1570-1571, Studiolo de Francisco I, Palazzo Vecchio, Florencia)
- Descubrimiento del vidrio (1570-1571, Studiolo de Francisco I, Palazzo Vecchio, Florencia)
- Taller de soplado de vidrio (1570-1571, Studiolo de Francisco I, Palazzo Vecchio, Florencia)
- Retrato de Bianca Capello (Museo Casa Vasari, Arezzo)
- Virgen con el Niño, Santa Ana y miembros de la familia Médici como santos (1575, Cenacolo di Andrea del Sarto, Florencia)
- Virgen con el Niño y santos (1575, Uffizi, Florencia)
- Cristo y el centurión (1575, Santa María del Carmine, Florencia)
- Frescos del Palazzo Salviati (1578-1581, Florencia)
  - Historias de la Odisea
- Frescos de Badia Passignano (1581, Abadía de San Michele, Passignano)
  - Milagro de San Juan Gualberto
- Frescos del Chiostro Grande de Santa María Novella (1582, Florencia)
  - Traslado del cuerpo de Cristo
  - Cristo se aparece a la Magdalena vestido de hortelano
  - Predicación de San Vicente Ferrer
  - Santo Domingo resucita a un niño
- Nacimiento de la Virgen (1585, Cappella della Pietà, Reano)
- Presentación de la Virgen (1585, Cappella della Pietà, Reano)
- Virgen entronizada con el Niño y los santos Judas, Simón Zelote y San Juanito (1586, Norton Museum of Art, West Palm Beach)
- Virgen entronizada con los santos Miguel y Lucía (Castelfiorentino)
- Sagrada Familia (Villaggio San Sebastiano, Florencia)
- Virgen con el Niño y ángeles (Villaggio San Sebastiano, Florencia)
- Retrato de Simone Corsi, lugarteniente de la Accademia del Disegno (1596, Uffizi, Florencia)
- Coronación de la Virgen (Santo Spirito, Florencia)
- Pietà (Santa Mónica, Florencia)
- Virgen con el Niño entronizada con cuatro santos (San Bartolomeo in Pantano, Pistoia)